# المتحف الألماني
المتحف الألماني (بالألمانية: Deutsches Museum) هو متحف التقنية والعلوم في مدينة ميونخ بألمانيا.
بدأ تأسيسه في صيف 1903 من قبل اتحاد المهندسين الالمان في عهد القيصر فيلهلم الثاني وقد افتُتح في نوفمبر 1906. هو ليس فقط أول المتاحف التقنية في وقته ولكن أيضا من أكثرها زيارة الآن وأكبرها مساحة إذ يقع على مساحة أكثر من 50000 متر مربع.

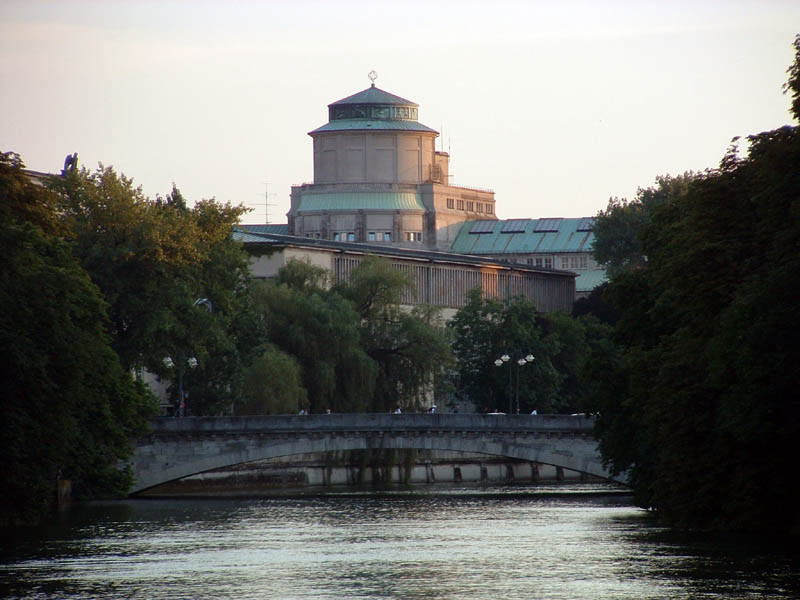
المتحف الألماني

في المتحف تعرض النماذج بحجمها الطبيعي، سفن، مولدات ذرية، مطاحن هوائية، مضخات صناعية ومحركات عملاقة وحتى العديد من الطائرات. أعيد ترميم المتحف بعد نهاية الحرب العالمية الثانية حتى سنوات الستينيات. يقع المتحف على جزيرة المتحف (Museumsinsel) وهو أحد أكبر معالم مدينة ميونخ.
يستطيع المرء الحصول على منظر جميل لمدينة ميونخ من خلال برج المتحف.